# 北斗琉拳
北斗琉拳（ほくとりゅうけん）は、武論尊原作・原哲夫画による漫画『北斗の拳』およびこれらを原作とするアニメなどに登場する架空の拳法。中国拳法の一種という設定である。
本稿では、北斗琉拳発祥の地・羅聖殿（らせいでん）ならびに『蒼天の拳』に登場する北斗劉家拳（ほくとりゅうかけん）についても併せて解説する。

## 概要
修羅の国の頂点に立つ三人の羅将が修めている拳法。およそ1800年前に創始されたとみられ、原作では語られていないもののテレビアニメ『北斗の拳2』では創始者はリュウオウとされる。シャチ曰く「あらゆる拳法の中で唯一輝く拳」、カイオウ曰く「悪を象徴とする拳法」である。
北斗琉拳は伝承者の多くがその凄絶さに心を奪われ心を悪に染めるとされ、ある一線を越えれば愛も情もない魔界に入るという。北斗宗家の拳同様に源流のインド色を強く残しており、行使の際にしばしばサンスクリット語を唱えるのも特徴。
その極意は魔闘気と呼ばれる圧倒的な闘気で空間を歪め、敵に自分の位置を見失わせることである。また、全部で1109あるという経絡破孔（北斗琉拳では北斗神拳における経絡秘孔を「経絡破孔」と呼ぶ）を突き、肉体を破壊することも極意である。
『公式 北斗の拳VS蒼天の拳 オフィシャルガイドブック』「拳法概論」では、約1800年前に北斗神拳から北斗三家拳の一つとして分離し、「北斗劉家拳」として伝承され、後に北斗琉拳と呼ばれる拳法へと発展していったとされる。
なお、北斗神拳と同様、極意である暗琉天破を除いて系統だった技は見られず、カイオウ・ヒョウ・ハン・シャチはそれぞれが独自のスタイルで戦っている。

## 使い手
- リュウオウ

『北斗の拳2』での創始者。現在の公式設定では、シュケンにより北斗宗家の拳から北斗神拳が創始されたのが『北斗の拳』本編の2000年前で、それから約200年後に北斗劉家拳が北斗三家拳の一つとして分離したとされているため、シュケンと同じ年代の人物であるリュウオウは、年代的に整合しない人物となってしまった。
- ジュウケイ
- カイオウ
- ヒョウ
- ハン
- シャチ[2]

## 技
喝把玩（かっはがん）
シャチが下級修羅に対して使用した技。相手の頭部の破孔を左右四本の指で突く。喰らった相手は、急激に重力に潰されたかのように真下に潰れて死ぬ。
破摩独指（はまどくし）
シャチがカイゼルにとどめを刺すために使用した技。人差し指で右目（アニメ版では頭部）を突き、「噴破（ふんは）」の掛け声と共に闘気を送り込んで破裂させる。
双背逆葬（そうはいぎゃくそう）
シャチがハンの投げたチェスの駒を受け止め、投げ返した技。北斗神拳の二指真空把と同質の技。
斬風燕破（ざんぷうえんは）
ハンが対ケンシロウ戦で使用した技。二本の指で相手の左胸の破孔を突く技。 戦いの中で破孔を徐々に突かれ、足の自由を奪われたケンシロウへのトドメとして使用したが、ハンもケンシロウにより視神経を狂わされる秘孔を徐々に突かれていたため、破孔を突くことはできなかった。

## 奥義・絶技
魔舞紅躁（まぶこうそう）
ハンが野心を持たない修羅に対して放った。影すらも映らない速さで相手を葬る。喰らった相手は踊るように破裂する。
白羅滅精（はくらめっせい）
ハンの技。対ケンシロウ戦で上空から繰り出したが、天将奔烈で迎撃され不発に終わったため、どのような技なのかは不明。『北斗の拳 イチゴ味』では右掌から闘気を繰り出し、襲い掛かった敵を触れることなく吹き飛ばす技として登場している。
疾火煌陣（しっかこうじん）
ハンの技。影すらも映らない速さで跳び蹴りを喰らわせる。さらに拳での攻撃も可能。この技は北斗琉拳の奥義ではなくハン自身の「目にも止まらぬ速さの攻撃」という戦法全体を指している可能性もある。
暗琉霏破（あんりゅうひは）
カイオウが対ケンシロウ戦で使用。掌から魔闘気を放って攻撃する、北斗剛掌波や天将奔烈と同質の技。暗琉天破との併用により、ケンシロウを一度破った。
魔闘気を用いる技は、使い手が魔界に堕ちることで使用可能になる。
暗琉天破（あんりゅうてんは）
魔闘気で空間を歪め、一種の無重力空間を作り出し、それによって相手に自らの位置を見失わせ身動きを封じる技。ケンシロウは、無重力空間内で自ら回転し、遠心力を作り出すという方法でこの技を破った。その様はケンシロウ曰く、「敵の受け技を流す」とのこと。
黒夜叉によると有効範囲は狭く、常に素早く移動し続けていれば回避は可能。ただしカイオウの暗琉天破はカイオウ自身の魔闘気の絶対量が多いためか有効範囲がヒョウに比べて広く、無想転生を使ったケンシロウを分身ごと無重力空間に叩き込んだ。また、ケンシロウとの最終決戦では暗琉天破を放った直後に先述の方法を使わせる間を与えずに攻撃を行っている。
呼頸虚塞（こけいこそく）
無呼吸闘法。全く息を吸わずに活動できる。ケンシロウはカイオウの首元にある指では突けない針穴ほどの小さな秘孔を、髪の毛を針のようにして刺す方法で破った。
北斗逆死葬（ほくとぎゃくしそう）
北斗神拳の伝承者は北斗七星状に存在する人間の死角を狙い動くがために、七星の動きを意識的に、あるいは無意識的に行うことに着目し、北斗七星の星列に見立てて石柱を建てることで、相手の動きを封じる戦術。カイオウ曰く「北斗宗家に虐げられた男たちの反逆の拳」。カイオウ自身は死兆星の位置に立ち、硫摩黄煙の毒素により呼吸がままならないケンシロウを一方的に攻撃した。
陽真極破（ようしんきょっぱ）
アニメオリジナル技。第133話（『北斗の拳2』第24話）でヒョウがホセにとどめを刺した技。指先から放つ魔闘気で相手の身体を貫き、消し飛ばす。
暗魔真可極破（あんままかきょくは）
アニメオリジナル技。第136話（『北斗の拳2』第27話）でカイオウが使用。魔闘気で赤いドーム状の空間を作り、その中で相手を宙に浮かべ、技名を言い放つと同時に無数の黒い槍のような魔闘気を一斉に飛ばし、ダメージを与える。そして相手の血が雨のように降る。
魔龍渦烈破（まりゅうかれつは）
アニメオリジナル技。第149話（『北斗の拳2』第40話）でカイオウがケンシロウと戦った際に使用。魔闘気で相手の身動きを封じ、吹き飛ばす。
暗流宙激波（あんりゅうちゅうげきは）
『北斗の拳2』最終回でカイオウがケンシロウに放った技。ありったけの魔闘気を相手に放つ。北斗神拳奥義・闘気断想であっさり無力化されたため、効果は不明。

## ゲーム『真・北斗無双』の技
破琉双爛（はりゅうそうらん）
シャチの技。空中で宙返りし、相手の頭上から無数の拳を放つ。
瞬炎仙（しゅんえんせん）
シャチの技。影すらも映らない速さで相手を葬る。
濤蹴蒼覇（とうしゅうそうは）
シャチの技。闘気を放ちながら斜め上空に渾身の飛び蹴りを見舞う。
羅刹天魁（らせつてんかい）
シャチの技。パンチ・キックを連打し、最後に回し蹴りを放つ。
闘玉連玩（とうぎょくれんがん）
ハンの技。跳躍してから闘気弾を連射し、最後に一回り大きい闘気弾を放つ。
鎧破突蹴（がいはとつしゅう）
ハンの技。敵を投げ飛ばし、瞬時に跳躍して上から踏みつける。
嵐刃葬脚（らんじんそうきゃく）
ハンの技。闘気を放ちながら回転蹴りを繰り出し、最後に闘気を纏った突きを放つ。
雷脚独歩（らいきゃくどっぽ）
ヒョウの技。雷の如き速さで相手を葬る。
闘玉壁双（とうぎょくへきそう）
ヒョウの技。頭上に闘気の弾を掲げ、炸裂させて周囲の敵にぶつける。
陀紅奏闘斧（だこうそうとうふ）
ヒョウの技。前方に進みながら数発突きを放った後、相手の体に闘気を注入して突き飛ばし、体内で弾けさせる。
琉羅極荊殺（りゅうらきょくけいさつ）
ヒョウの技。練り上げた闘気を複数の光線に分けて放つ。光線は最終的には一点に集まる。
魔影操気陣（まえいそうきじん）
ヒョウの技。闘気を放出して周囲の敵を一掃する。
魔震剛烈波（ましんごうれつは）
カイオウの技。魔闘気を纏った突きを三回放つ。
羅睺暴腕殺（らごうぼうわんさつ）
カイオウの技。両腕に魔闘気を纏って突撃し、最後は跳躍してから地面目がけて魔闘気を放つ。
無明灰燼殺（むみょうかいじんさつ）
カイオウの技。相手の首元を掴んで持ち上げ、魔闘気を注入して内側から弾けさせる。
闘痲七陣炎（とうましちじんえん）
カイオウの技。前方の地面に複数の魔闘気の火柱を立てる。火柱はしばらくの間燃え続ける。
魔氣琉弾（まきりゅうだん）
カイオウの技。北斗七星＋死兆星と左右逆の形で、破孔に突きを打ち込む。北斗神拳の北斗七死星点に相当する技。
暗琉炎殺陣（あんりゅうえんさつじん）
カイオウの技。魔闘気を放出して周囲の敵を一掃する。

## 羅聖殿
修羅の国にあり、ヒョウ曰く北斗琉拳発祥の聖地とされる。北斗宗家の聖殿が泰聖殿なら、北斗琉拳の聖殿はこの羅聖殿である。屋根の部分は上から見ると六芒星のような形となっている。内部には北斗琉拳の使い手たちの墓碑が無数に屹立し、ここでケンシロウの従者である黒夜叉とヒョウ、そしてケンシロウとヒョウの兄弟対決が行われた。なお、墓碑の高さはいずれもケンシロウの身長（185センチ）との対比で5倍から6倍くらいはあり、その先端は尖っている。
作中の時点では沼に沈んでおり、ヒョウは自分の領地の人間を酷使して沼へ川の水が入るのをせき止め、地上に出した。この復旧作業の監督はヒョウ配下の修羅たちが行い、村人を水のせき止めに必要な石の運搬に使役させた。
作業を迅速に進めるため、修羅たちは村の老人を人質にして二人一組ずつに分け、その状態で片方をギロチンに固定し、もう片方にギロチンの刃とつながっている鎖を咥えさせ、咥えている側が疲れきって鎖を放してしまうとギロチンに固定された側がその刃で死ぬという荒業を行った。だがそこに現れたケンシロウが大岩を使って修羅たちを川ごと埋め立てて始末したことで、ギロチンに固定された老人を含め村人はこの作業から開放された。

## 北斗劉家拳
『蒼天の拳』に登場する、北斗琉拳の原型となる拳法。三国時代の中国における蜀を治める劉家（劉備とその一族）を守護すべく、北斗神拳の伝承者候補を配したのが始まり。魏の「北斗曹家拳」、呉の「北斗孫家拳」と並び、「北斗三家拳」の一つとされる。
祥地は修羅の国にある羅聖殿。この時代、北斗神拳の伝承者は北斗劉家拳より輩出され本流となったが、正統伝承者が日本に移ってからは分派となり、時代を経るうちに劉家拳の「劉」と輝く玉を意味する「琉」をかけて「北斗琉拳」という別名が生まれたとされる。
北斗神拳を「本家」とするならば、「元祖」となる拳であり、北斗神拳に伝承者が出ない時は代わりに北斗琉拳から伝承者を出し、逆に伝承者が出た時は伝承者同士で戦う「天授の儀」を行うという掟がある。この天授の儀で北斗神拳の伝承者に勝てば、正式に伝承者として認められる。しかし常に北斗神拳の伝承者に敗北を重ねていたためか、いつしか北斗神拳の影に隠れ、魔道の拳として伝えられた。
なお、『北斗の拳』の北斗琉拳では経絡秘孔を「経絡破孔」と言っていたが、『蒼天の拳』では経絡秘孔と呼称している。
北斗劉家拳の使い手
- 劉玄信
- 魏瑞鷹（極十字聖拳を創始）
- 泰峰
- 劉宗武
- 夏文麗

北斗劉家拳の技 
北斗鎧破掌
劉宗武が拳志郎との戦いで使用。渾身の闘気を放ち、ダメージを与える。